# Altstetten
Altstetten (toponimo tedesco) è un quartiere di Zurigo di 31 486 abitanti, nel distretto 9.

## Storia

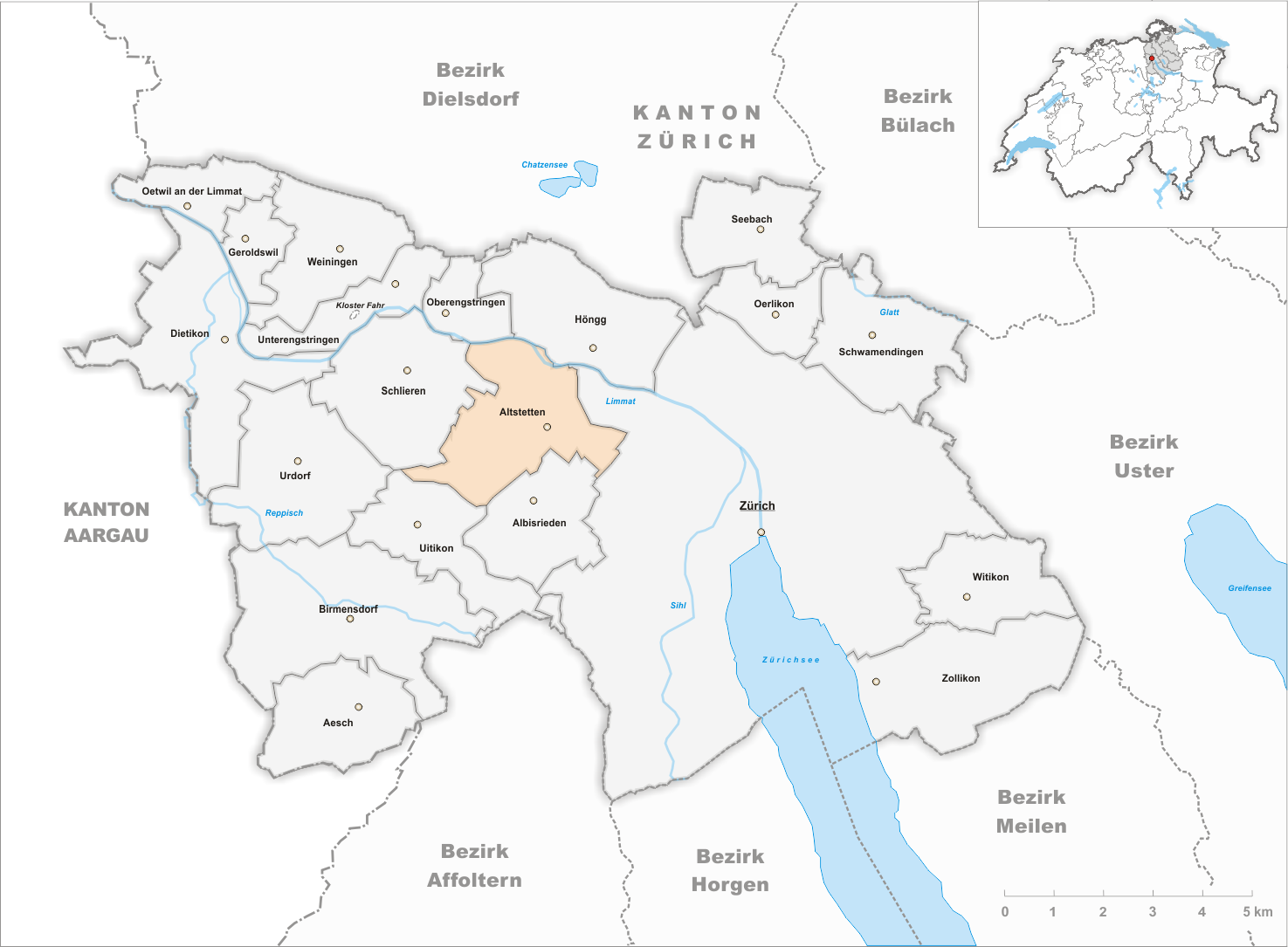
Il territorio del comune di Altstetten prima degli accorpamenti comunali del 1934

Già comune autonomo, nel 1934 è stato accorpato al comune di Zurigo assieme agli altri comuni soppressi di Affoltern, Albisrieden, Höngg, Oerlikon, Schwamendingen, Seebach e Witikon. Dopo l'incorporazione formò, assieme ad Albisrieden, il distretto 9.

## Monumenti e luoghi d'interesse

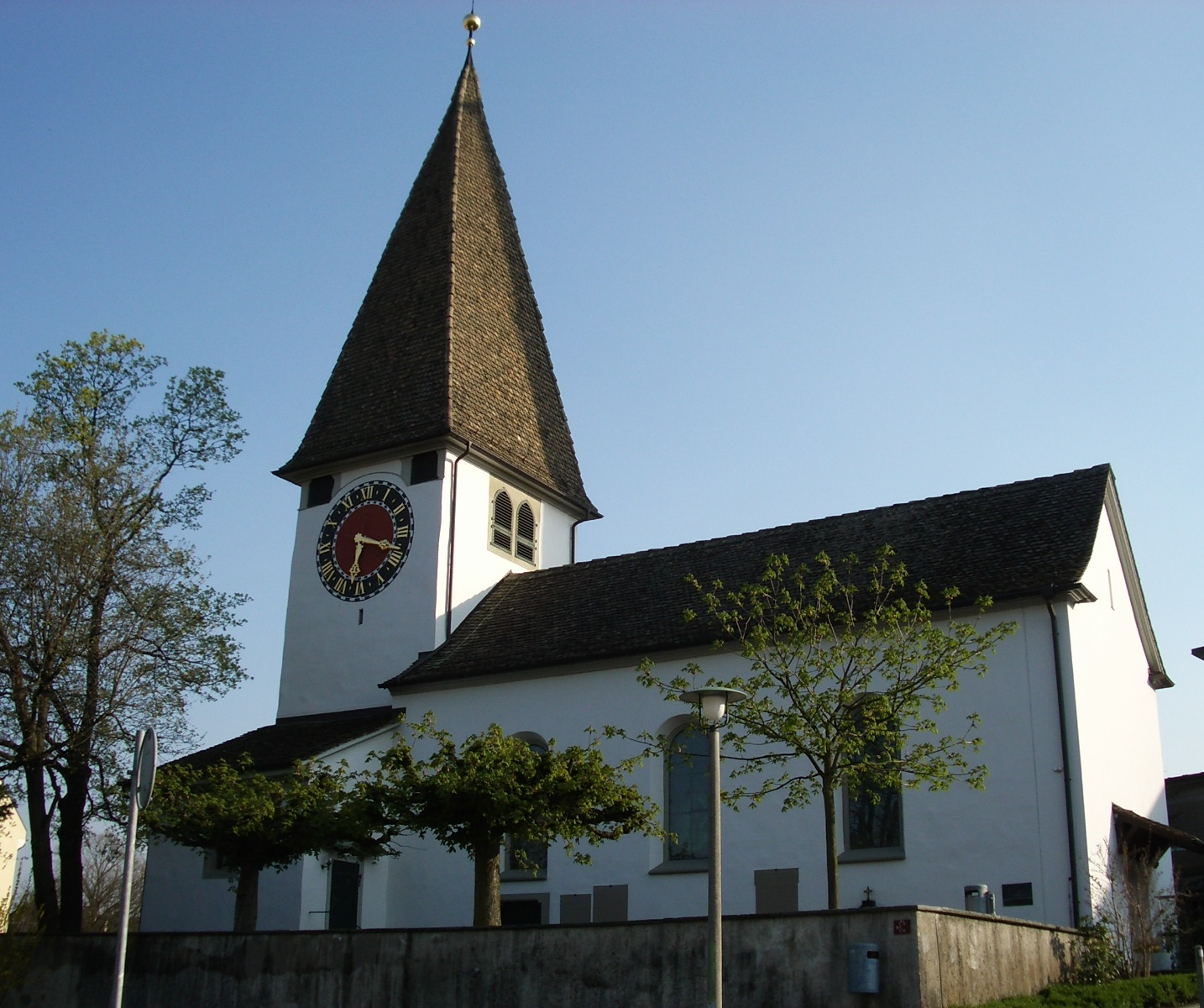
LAlte Kirche

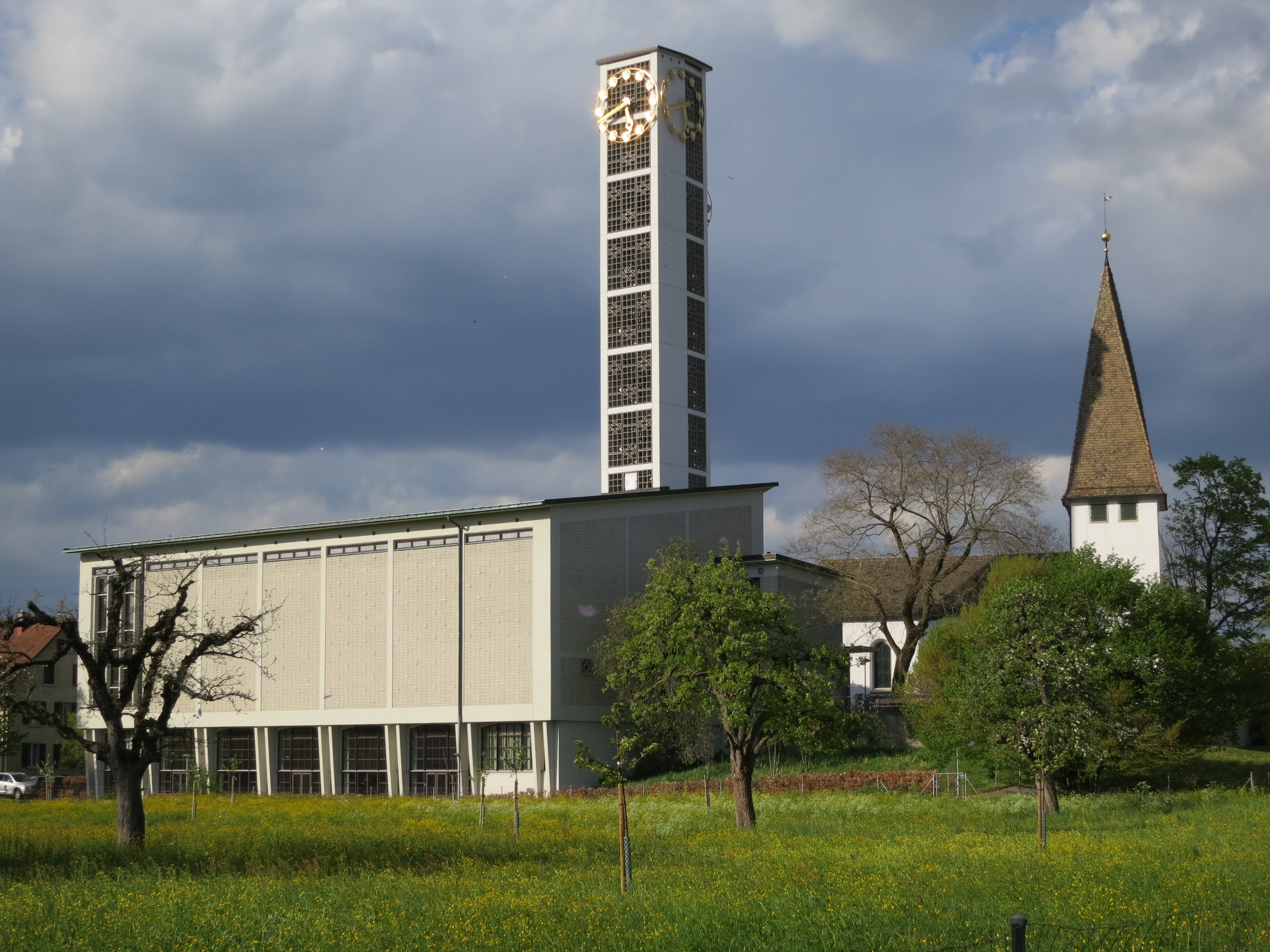
La Neue Kirche

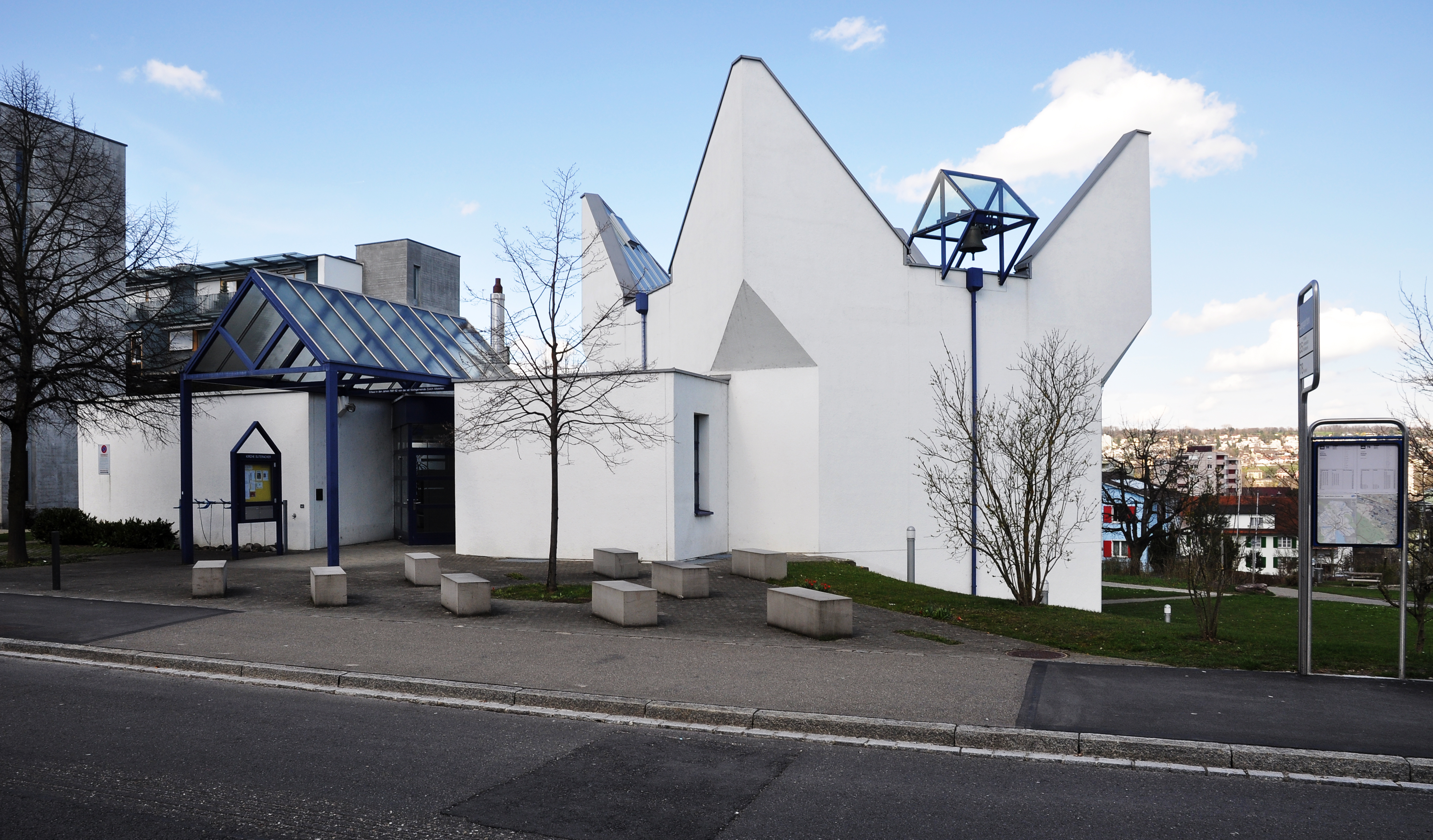
La chiesa di Suteracher

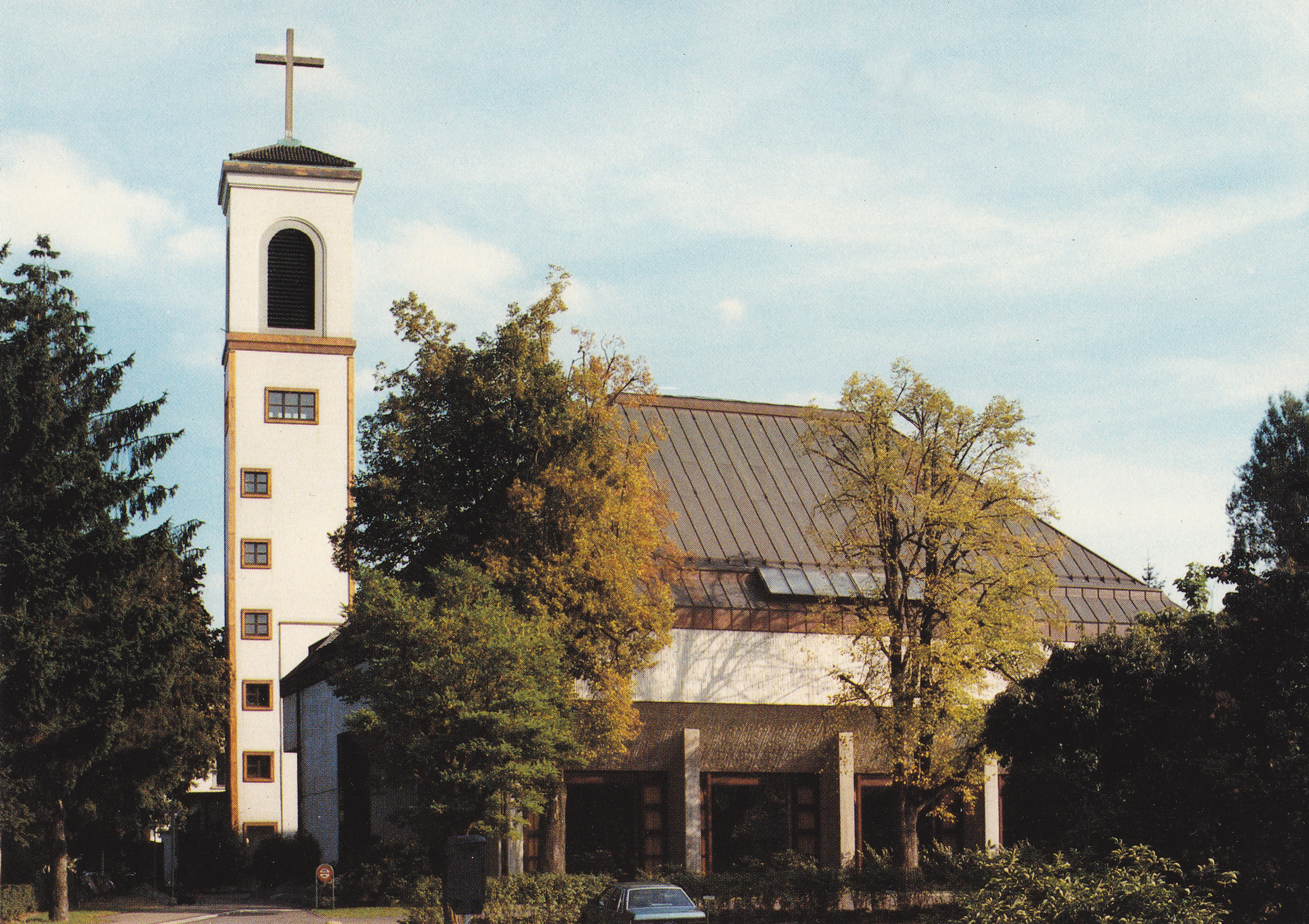
La chiesa della Santa Croce

- Chiesa riformata (chiesa vecchia, Alte Kirche), eretta nell'XI secolo e ricostruita nel 1529[1];
- Chiesa riformata (chiesa nuova, Neue Kirche, o chiesa grande, Grosse Kirche), eretta nel 1939-1941[senza fonte];
- Chiesa riformata di Suteracher, eretta nel 1981-1982[senza fonte];
- Chiesa cattolica della Santa Croce, eretta nel 1900[1].

## Società

### Evoluzione demografica
L'evoluzione demografica è riportata nella seguente tabella:
Abitanti censiti

## Amministrazione
Ogni famiglia originaria del luogo fa parte del cosiddetto comune patriziale e ha la responsabilità della manutenzione di ogni bene ricadente all'interno dei confini del comune.